# Ti amo... io di più/Scientificamente
Ti amo... io di più/Scientificamente è un singolo della cantante e attrice italiana Ombretta Colli, pubblicato nel 1969.

## Descrizione
Ti amo... io di più è la seconda versione italiana maggiormente nota della canzone Je t'aime... moi non plus, scritta da Serge Gainsbourg e da questi cantata in un primo tempo con Brigitte Bardot e in un secondo tempo con Jane Birkin. È una differente versione del brano tradotto da Claudio Fontana, in arte Daiano, e già pubblicato dalla coppia di attori Giorgio Albertazzi e Anna Proclemer con il titolo Ti amo... ed io di più. La versione cantata da Ombretta Colli presenta, oltre a un titolo leggermente differente che viene modificato in Ti amo... io di più, delle modifiche anche nel testo apportate da Gian Piero Simontacchi, che già aveva contribuito ad altri brani cantati dalla Colli. Il titolo, inoltre.
La voce maschile del brano è di Gianfranco Aiolfi, già amico e collaboratore di Giorgio Gaber e Ombretta Colli.
Il disco è stato pubblicato nel settembre 1969 dall'etichetta discografica Rare un mese dopo la pubblicazione del 45 giri di Giorgio Albertazzi e Anna Proclemer (che risale ad agosto 1969.

## Tracce
1. Ombretta Colli – Ti amo... io di più (Je t'aime... moi non plus) (testo: Serge Gainsbourg, C. Fontana – musica: Serge Gainsbourg)
2. Ombretta Colli – Scientificamente (testo: Chiosso – musica: Casellato)

## Crediti
- Ombretta Colli - voce
- Gianfranco Aiolfi - voce